# ブンミおじさんの森
『ブンミおじさんの森』（原題・タイ語: ลุงบุญมีระลึกชาติ, 英語: Uncle Boonmee Who Can Recall His Past Lives）は、アピチャートポン・ウィーラセータクン監督・脚本による2010年公開のタイの映画である。

## あらすじ
タイ東北部。腎臓の病により死を前にしたブンミおじさん。後先長くないことを悟り、ある時死んだブンミの妻の妹・ジェンとその息子トンを自らの農園に呼ぶ。三人で食卓を囲んでいると、突然女性の幽霊が出現する。それこそが19年前に亡くなったブンミの妻・フエイだった。しばらくすると、今度は長年行方が分からなくなっていたブンミの息子・ブンソンが姿を変えて現れる。愛する者たちを取り戻したブンミは、4人で森の中に入っていく。

## キャスト
- タナパット・サイサイマー - ブンミ
- ジェンジラー・ポンパット - ジェン
- サックダー・ケァウブアディー - トン
- ナッタカーン・アパイウォン - フエイ

## 評価
第63回カンヌ国際映画祭において、タイ映画史上初めてパルム・ドールを受賞した。受賞の理由について審査委員長のティム・バートンは「この映画は私が見たこともない、ファンタジーの要素があり、それは美しく、奇妙な夢を見ているようだった」と述べた。

### 受賞・ノミネート
| 映画祭・賞                       | 部門                      | 候補                                 | 結果       |
| -------------------------------- | ------------------------- | ------------------------------------ | ---------- |
| カンヌ国際映画祭                 | パルム・ドール            | アピチャートポン・ウィーラセータクン | 受賞       |
| インディペンデント・スピリット賞 | 外国映画賞                | アピチャートポン・ウィーラセータクン | ノミネート |
| セントルイス映画批評家協会賞     | Moving the Medium Forward |                                      | ノミネート |
| トロント映画批評家協会賞         | 作品賞                    |                                      | 次点       |
| トロント映画批評家協会賞         | 外国映画賞                |                                      | 受賞       |
| ロンドン映画批評家協会賞         | 監督賞                    | アピチャートポン・ウィーラセータクン | ノミネート |
| ロンドン映画批評家協会賞         | 外国映画賞                |                                      | ノミネート |